# Bandeira de Taguatinga (Distrito Federal)
A bandeira da região administrativa de Taguatinga é um dos símbolos oficiais da região administrativa de Taguatinga, no Distrito Federal. A sua autoria foi de Lisarb Sena de Mello, e foi escolhida no dia 1 de novembro de 1994 por meio de um concurso. Os detalhes da bandeira foram inspiradas no poema Ta’ wa’ tiga do poeta Antônio Garcia Muralha. As cores azul e branco representam, respectivamente, o céu e a paz, a Estrela-d'Alva é um símbolo para a localidade e representa o Planeta Vênus. A Águia Branca é um símbolo da região administrativa, tendo sido considerado por muito tempo o significado do nome taguatinga.